# Сент-Маргерит-де-Вьет
Сент-Маргери́т-де-Вьет (фр. Sainte-Marguerite-de-Viette) — коммуна во Франции, находится в регионе Нижняя Нормандия. Департамент коммуны — Кальвадос. Входит в состав кантона Сен-Пьер-сюр-Див. Округ коммуны — Лизьё.
Код INSEE коммуны — 14616.

## Население
Население коммуны на 2010 год составляло 394 человека.
| 1962 | 1968 | 1975 | 1982 | 1990 | 1999 | 2010 |
| ---- | ---- | ---- | ---- | ---- | ---- | ---- |
| 355  | 357  | 312  | 272  | 322  | 367  | 394  |

## Экономика
В 2010 году среди 237 человек трудоспособного возраста (15—64 лет) 179 были экономически активными, 58 — неактивными (показатель активности — 75,5 %, в 1999 году было 69,8 %). Из 179 активных жителей работали 155 человек (90 мужчин и 65 женщин), безработных было 24 (9 мужчин и 15 женщин). Среди 58 неактивных 17 человек были учениками или студентами, 19 — пенсионерами, 22 были неактивными по другим причинам.